# Max Urich
Max Urich (Suhl, 10 de febrero de 1890 o 20 de febrero de 1890- Berlín, 21 de junio de 1968) fue un sindicalista y político socialdemócrata alemán que había aprendido el oficio de fabricante de armas de fuego portátiles y que tomó parte en la resistencia alemana al nazismo.

## Biografía
El padre de Max Urich era obrero y su madre, ama de casa. Max Urich tenía nueve hermanos. Fue a una Volksschule (literalmente «escuela del pueblo») y después aprendió el oficio de fabricante de armas de fuego portátiles. Desde los dieciséis años fue miembro de la organización juvenil del Partido Socialdemócrata de Alemania (SPD) y de la sección juvenil de un sindicato de obreros metalúrgicos. Después de su aprendizaje, en 1910, comenzaron sus años de aprendizaje itinerante. En 1912 llegó a Berlín, donde se domicilió.
En Berlín trabajó en fábricas de diferentes empresas. Desde 1913 tuvo un puesto honorífico en el Sindicato Alemán de Trabajadores Metalúrgicos. En 1914 se casó con Frieda Bagemil y en 1925 nació su hijo Werner. Entre 1915 y 1918 tuvo que luchar en la Primera Guerra Mundial. Max Urich se opuso a la guerra y criticó el sí del SPD a los créditos para la Primera Guerra Mundial en el Parlamento alemán. En 1917 Urich ingresó en el Partido Socialdemócrata Independiente de Alemania (USPD), que se había escindido del SPD, pero a principios de los años 1920 regresó al SPD. Desde 1919 fue contratado por el Sindicato Alemán de Trabajadores Metalúrgicos. De 1919 a 1933 fue miembro de la asamblea de concejales de Berlín.
En 1933 Max Urich fue despedido de su puesto de trabajo en el sindicato. El mismo año perdió sus cargos políticos por la Gleichschaltung de los Parlamentos y la prohibición de los partidos políticos. El 2 de mayo de 1933 los nacionalsocialistas desintegraron los sindicatos en todo el país y el mismo mes Max Urich fue detenido por primera vez. Durante el gobierno de los nacionalsocialistas pasó más de cinco años en prisiones y campos de concentración: En mayo de 1933 fue detenido por las SA y desde mayo de 1935 hasta abril de 1939 fue detenido en el campo de concentración Columbia, en la prisión preventiva de Chemnitz, en el campo de concentración de Sachsenburg, en el campo de concentración de Sachsenhausen y en el campo de concentración de Buchenwald.
Sin embargo Max Urich fue muy activo en la resistencia al nazismo. Dirigió una red de antiguos funcionarios sindicales metalúrgicos que tenía contactos con numerosas fábricas metalúrgicas en Berlín, fue miembro de la Dirección Sindical Ilegal del Reich y mantenía contactos con grupos de resistencia del SPD. Además fue parte de una red de funcionarios del Sindicato Alemán de Trabajadores Metalúrgicos en la ilegalidad que operó en todo el país. Su logro más importante fue la creación de una red ilegal de trabajadores metalúrgicos y antiguos funcionarios del Sindicato Alemán de Trabajadores Metalúrgicos en Berlín. Entre otras cosas las redes creadas por Urich divulgaron noticias ilegales y recaudaron dinero para el trabajo ilegal y para las familias de miembros detenidos de la resistencia.
De 1939 a 1944 Max Urich trabajó en varias fábricas y de julio de 1944 a abril de 1945 estuvo en la cárcel otra vez.
Después de la guerra Max Urich vivió en Turingia, donde había estado encarcelado. En 1945 ingresó en el Partido Socialdemócrata de Alemania (SPD). El mismo año se convirtió en director adjunto de la policía en Suhl en Turingia. De 1945 a 1948 fue jefe de distrito en Arnstadt en Turingia. En 1946 ingresó en el Partido Socialista Unificado de Alemania (SED). Debido a su actitud anticomunista, Urich pronto entró en conflicto con el nuevo Gobierno comunista. Fue detenido en 1948 y en 1949 fue condenado a dos años y medio de prisión. Pocos meses después de su arresto, en 1951, huyó a Berlín Oeste. En 1951 ingresó en el SPD de Alemania del Oeste. En Alemania del Oeste trabajó hasta 1954 para un sindicato y en 1954 se jubiló. De 1955 a 1963 fue diputado en la Cámara de Diputados de Berlín. Murió el 21 de junio de 1968 en Berlín.